# Tour A las cinco en el Astoria
El Tour A las cinco en el Astoria fue la primera Gira de La Oreja de Van Gogh con Leire Martínez como vocalista.

## El Tour
La Gira se inició para marzo de 2009 pues como el disco había salido en septiembre era complicado vender fechas exclusivamente para la temporada invernal, aun así el grupo dio un par de conciertos de presentación a finales del 2008 tanto en España como en América. El escenario se redujo a comparación del Tour Guapa pues se temía que el cambio de vocalista repercutiera en la venta de boletos, sin embargo y como en otras giras, el grupo siguió tocando en estadios, plazas y arenas donde se vendieron la gran mayoría de las entradas y en algunos casos colgar el cartel de "Sold Out" El equipo técnico pasó de ser de 350 metros cuadrados, que se llevó en la gira Guapa, a 250. En el escenario llevan alfombras en el lugar que ocupa cada integrante. Xabi San Martín cuenta con un teclado sintetizador y un piano para las canciones acústicas formados a modo de cubículo. Llevan tras una pantalla de 4 metros de largo y uno y medio de altura.El primer concierto en Kursaal fue grabado íntegramente y publicado en la página de Terra. Esta fue una de las giras más largas e internacionales del grupo llegando a tocar en países como Israel, Andorra, Francia o Suiza, y con más de 100 conciertos fue una de las giras más exitosas del panorama español durante 2009.  

## Set List
| Etapa A las 5 en el Astoria |
| --- |
| 1. Intro 2. Más 3. Sola 4. Muñeca de trapo 5. La visita 6. Un cuento sobre el agua 7. Cuídate 8. Desde el puerto 9. Palabras para Paula 10. Cumplir un año menos 11. París 12. Tantas cosas que contar* 13. Europa VII* 14. La primera versión 15. Rosas 16. Deseos de cosas imposibles (Acústico)* 17. Loa Loa* 18. Jueves 19. Pop* 20. Inmortal 21. Puedes contar conmigo* 22. 20 de enero 23. El último vals 24. La playa 25. El 28 * Las canciones marcadas con un *, son aquellas que el grupo anexo al repertorio o aquellas que tuvieron modificaciones: - Tantas cosas que contar/Lloran piedras; durante este repertorio se incluye este tema al cual en el final y entre sonidos de viento se tocaba un trozo de la canción Lloran piedras(de Dile al sol) así se daba paso a la canción Europa VII. - Europa VII;al final de este tema se le adiciona la melodía instrumental del famoso theremin de Xabi San Martín usado también en la gira El viaje de copperpot con la canción Los amantes del círculo polar. - Deseos de cosas imposibles;durante esta gira este tema(de Lo que te conté mientras te hacías la dormida) se tocó completamente en una versión acústica. - Loa Loa; esta nana popular vasca se toco solamente el 23 y 24 en Barcelona. - Pop; al inicio y al final de la canción (del Viaje de copperpot) se le incluían trozos de la canción Elisha del Dj Yoshitaka. - Puedes contar conmigo;al inicio del tema(de Lo que te conté mientras te hacías la dormida) se hacía un mix de radio y se continuaba con la canción en su versión normal. - La playa; al final de esta canción y entre los tarareos de Leire, como Outro se toca la canción You're the voice de John Farnham. - El 28; se tocó solo en San Sebastián. |

| Etapa Nuestra Casa a a la Izquierda del Tiempo |
| --- |
| Fue la continuación de la gira A las cinco en el Astoria se tocaron canciones en versiones acústicas y frecuentemente fueron acompañados por la orquesta juevenil de Salamanca. SETLIST 2010 1. Intro 2. Más 3. Sola 4. Muñeca de trapo 5. La visita 6. Cuídate 7. Desde el puerto 8. Cuéntame al oído* 9. Cumplir un año menos 10. París 11. Tantas cosas que contar 12. Europa VII 13. La primera versión 14. Rosas 15. Deseos de cosas imposibles (Acústico) 16. Jueves 17. Pop 18. Inmortal 19. Puedes contar conmigo 20. 20 de enero 21. El último vals 22. La playa Las canciones marcadas con un *, son aquellas que el grupo anexo al repertorio o aquellas que tuvieron modificaciones: - Cuentame al oído;durante esta etapa, se tocó en forma más roquera, no como lo fue en la gira Dile al sol o Guapa tour. |

## Fechas de la gira
| Fecha                    | Ciudad                     | País                 | Recinto                                     |
| ------------------------ | -------------------------- | -------------------- | ------------------------------------------- |
| 11 de octubre de 2008    | Bogotá                     | Colombia             | Parque Simón Bolívar                        |
| 12 de octubre de 2008    | Medellín                   | Colombia             | Plaza de Toros de La Macarena               |
| 15 de octubre de 2008    | Buenos Aires               | Argentina            | Samsung Studio                              |
| 17 de octubre de 2008    | Santiago de Chile          | Chile                | Discoteca Ex Oz                             |
| 20 de octubre de 2008    | Miami                      | Estados Unidos       |                                             |
| 24 de octubre de 2008    | San Juan                   | Puerto Rico          | Coliseo José M. Agrelot                     |
| 27 de octubre de 2008    | México D.F.                | México               | Lunario del Auditorio Nacional              |
| 3 de noviembre de 2008   | Guadalajara                | México               | Teatro Diana                                |
| 6 de noviembre de 2008   | Cuernavaca                 | México               | Parque de Béisbol Miguel Alemán             |
| 7 de noviembre de 2008   | Monterrey                  | México               |                                             |
| 9 de noviembre de 2008   | México D.F.                | México               | Hard Rock Live                              |
| 26 de noviembre de 2008  | Madrid                     | España               | Sala Joy Eslava                             |
| 28 de noviembre de 2008  | Barcelona                  | España               | Sala Bikini                                 |
| 1 de marzo de 2009       | San Sebastián              | España               | Kursaal                                     |
| 3 de marzo de 2009       | Bilbao                     | España               | Palacio Euskalduna                          |
| 8 de marzo de 2009       | Pamplona                   | España               | Palacio de Congresos y Auditorio de Navarra |
| 10 de marzo de 2009      | Santa Cruz de Tenerife     | España               | Premios Dial                                |
| 13 de marzo de 2009      | Palma de Mallorca          | España               | Auditorium de Palma                         |
| 20 de marzo de 2009      | San Pedro del Pinatar      | España               | Teatro Cine Moderno                         |
| 21 de marzo de 2009      | Castellón de la Plana      | España               | Recinto de Ferias y Mercados                |
| 3 de abril de 2009       | Gerona                     | España               | Pabellón Fontaju                            |
| 16 de abril de 2009      | Zacatecas                  | México               | Foro Monumental                             |
| 18 de abril de 2009      | Roquetas de Mar            | España               | Auditorio Roquetas de Mar                   |
| 22 de abril de 2009      | Montevideo                 | Uruguay              | La Rambla de Punta Carretas                 |
| 25 de abril de 2009      | Madrigueras                | España               | Polideportivo de Madrigueras                |
| 26 de abril de 2009      | Hospitalet de Llobregat    | España               | La Farga                                    |
| 9 de mayo de 2009        | Valdemoro                  | España               | Campo de fútbol                             |
| 10 de mayo de 2009       | Pescueza                   | España               | Campo de fútbol de Pescueza                 |
| 15 de mayo de 2009       | Alcanar                    | España               | Campo de fútbol de Alcanar                  |
| 29 de mayo de 2009       | Valencia                   | España               | Polideportivo de Fonteta de San Luis        |
| 30 de mayo de 2009       | Valladolid                 | España               | Estadio municipal José Zorrilla             |
| 13 de junio de 2009      | San Juan                   | Puerto Rico          | Coliseo José M. Agrelot                     |
| 18 de junio de 2009      | Madrid                     | España               | Palacio de Congresos de Madrid              |
| 19 de junio de 2009      | Salamanca                  | España               | Pabellón multiusos Sánchez Paraíso          |
| 20 de junio de 2009      | León                       | España               | León Arena                                  |
| 23 de junio de 2009      | Encamp                     | Andorra              | Prat Gran                                   |
| 25 de junio de 2009      | La Estrada                 | España               | Explananada                                 |
| 27 de junio de 2009      | Sevilla                    | España               | Auditorio Rocío Jurado                      |
| 3 de julio de 2009       | Albacete                   | España               | Plaza de Toros de Albacete                  |
| 9 de julio de 2009       | Teruel                     | España               | Explanada de Los Planos                     |
| 10 de julio de 2009      | San Juan de Alicante       | España               | Campo de fútbol San Juan de Alicante        |
| 11 de julio de 2009      | Águilas                    | España               | Plaza Antonio Cortijo                       |
| 15 de julio de 2009      | Valverde                   | España               | Polideportivo de Valverde                   |
| 19 de julio de 2009      | Blanes                     | España               | Playa So Palomera                           |
| 24 de julio de 2009      | Soria                      | España               | Plaza de Toros de Soria                     |
| 25 de julio de 2009      | Torrente                   | España               | Parc Central                                |
| 26 de julio de 2009      | Berja                      | España               | Plaza de Toros de Berja                     |
| 29 de julio de 2009      | Vigo                       | España               | Auditorio Castrelos                         |
| 1 de agosto de 2009      | Ciudad Real                | España               | Campo de Golf de prácticas de Ciudad Real   |
| 2 de agosto de 2009      | Barbastro                  | España               | Plaza de Toros de Barbastro                 |
| 4 de agosto de 2009      | Vitoria                    | España               | Plaza de Los Fueros                         |
| 7 de agosto de 2009      | Fuengirola                 | España               | Castillo de Sohail                          |
| 8 de agosto de 2009      | Baeza                      | España               | Estación de autobuses                       |
| 12 de agosto de 2009     | San Lorenzo de El Escorial | España               | Lonja del Real Monasterio                   |
| 13 de agosto de 2009     | Chinchón                   | España               | Plaza Mayor                                 |
| 14 de agosto de 2009     | San Sebastián              | España               | Explanada de Sagües                         |
| 15 de agosto de 2009     | Torrelavega                | España               | Mercado Nacional de Ganados                 |
| 17 de agosto de 2009     | Bilbao                     | España               | Explanada de Zorrozaure                     |
| 18 de agosto de 2009     | Játiva                     | España               | Campo de fútbol de La Murta                 |
| 21 de agosto de 2009     | Peñaranda de Bracamonte    | España               | Recinto La Huerta                           |
| 22 de agosto de 2009     | Beniel                     | España               | Colegio Público Río Segura                  |
| 23 de agosto de 2009     | Benicarló                  | España               | Pabellón polideportivo                      |
| 25 de agosto de 2009     | Felanich                   | España               | Parque municipal de La Torre                |
| 27 de agosto de 2009     | Zuera                      | España               | Pabellón Multiusos                          |
| 28 de agosto de 2009     | Cuenca                     | España               | Plaza de Toros                              |
| 4 de septiembre de 2009  | Calasparra                 | España               | Polideportivo municipal La Caverina         |
| 5 de septiembre de 2009  | Móstoles                   | España               | Plaza de Toros                              |
| 11 de septiembre de 2009 | Algete                     | España               | Recinto ferial                              |
| 12 de septiembre de 2009 | Utiel                      | España               | Campo de fútbol El Nogueral                 |
| 17 de septiembre de 2009 | Majadahonda                | España               | Recinto ferial                              |
| 18 de septiembre de 2009 | Guadalajara                | España               | Pista de Atletismo Fuente la Niña           |
| 10 de octubre de 2009    | Zaragoza                   | España               | Espacio Z                                   |
| 11 de octubre de 2009    | Torrejón de Velasco        | España               | Plaza del Ayuntamiento                      |
| 23 de octubre de 2009    | Barcelona                  | España               | Palacio de la Música Catalana               |
| 24 de octubre de 2009    | Barcelona                  | España               | Palacio de la Música Catalana               |
| 1 de noviembre de 2009   | Tel Aviv                   | Israel               | Orilla del Mar Muerto                       |
| 2 de noviembre de 2009   | Tel Aviv                   | Israel               | Orilla del Mar Muerto                       |
| 3 de noviembre de 2009   | Tel Aviv                   | Israel               | Sala Reading 3                              |
| 8 de noviembre de 2009   | Guadalajara                | México               | Auditorio Telmex                            |
| 10 de noviembre de 2009  | México D.F.                | México               | Auditorio Nacional                          |
| 12 de noviembre de 2009  | Monterrey                  | México               | Arena Monterrey                             |
| 17 de noviembre de 2009  | Rosario                    | Argentina            | Teatro El Círculo                           |
| 18 de noviembre de 2009  | Córdoba                    | Argentina            | Orfeo Superdomo                             |
| 19 de noviembre de 2009  | Buenos Aires               | Argentina            | Estadio Luna Park                           |
| 21 de noviembre de 2009  | Santiago de Chile          | Chile                | Teatro Caupolicán                           |
| 7 de febrero de 2010     | Peralta                    | España               | Pabellón deportivo                          |
| 20 de febrero de 2010    | Punta Cana                 | República Dominicana | Playa de Cabeza de Toro                     |
| 6 de marzo de 2010       | Moralzarzal                | España               | Plaza de Toros                              |
| 13 de marzo de 2010      | Salamanca                  | España               | Teatro Liceo                                |
| 18 de marzo de 2010      | Valladolid                 | España               | Teatro Calderón                             |
| 3 de abril de 2010       | Aviles                     | España               | Pabellón El Quirinal                        |
| 11 de abril de 2010      | Barcelona                  | España               | Yelmo Cines Icaria                          |
| 24 de abril de 2010      | Madrid                     | España               | Palacio de los Deportes                     |
| 1 de mayo de 2010        | Santa Eulalia              | España               | Palacio de Congresos                        |
| 8 de mayo de 2010        | Málaga                     | España               | Málaga Auditorium                           |
| 15 de mayo de 2010       | Laàs                       | Francia              | Parc Du Chàteau de Laàs                     |
| 28 de mayo de 2010       | Aranjuez                   | España               | Recinto ferial Raso de la Estrella          |
| 29 de mayo de 2010       | Alcantarilla               | España               | Recinto ferial                              |
| 4 de junio de 2010       | Zúrich                     | Suiza                | X-tra                                       |
| 12 de junio de 2010      | Marbella                   | España               | Palacio de Ferias y Congresos               |
| 19 de junio de 2010      | Mieres                     | España               | Estadio municipal Hermanos Antuña           |
| 21 de junio de 2010      | Torrejón de Ardoz          | España               | Recinto ferial                              |
| 23 de junio de 2010      | León                       | España               | Explanada Eras de Renueva                   |
| 25 de junio de 2010      | Valmaseda                  | España               | Frontón municipal                           |
| 26 de junio de 2010      | Gavá                       | España               | Plaza Francesc Macia                        |
| 28 de junio de 2010      | Burgos                     | España               | C.Camino de la Plata                        |
| 2 de julio de 2010       | Poyo                       | España               | Explanada da Seca                           |
| 14 de julio de 2010      | Baracaldo                  | España               | Herriko Plaza                               |
| 16 de julio de 2010      | Manises                    | España               | Recinto ferial                              |
| 17 de julio de 2010      | Salou                      | España               | Playa de Llevant                            |
| 23 de julio de 2010      | Collado Villalba           | España               | Plaza de los Belgas                         |
| 24 de julio de 2010      | Pollensa                   | España               | Campo de fútbol municipal                   |
| 28 de julio de 2010      | Santander                  | España               | Campa de La Magdalena                       |

## Formación de la banda
- Leire Martínez - Voz
- Pablo Benegas - Guitarra eléctrica
- Haritz Garde - Batería
- Álvaro Fuentes - Bajo
- Xabi San Martín - Teclados

- Datos: Q6151155